# Nabonassar
Nabonassar (version grécisée de Nabû-naṣir, « Nabû (est) le protecteur ») était un roi de Babylone de 747 à 734 av. J.-C., année de sa mort.
Lorsque Nabonassar prend le pouvoir en 747 av. J.-C., la Babylonie est en plein chaos. Il fait appel à l'Assyrien Teglath-Phalasar III pour l'aider à améliorer la situation dans son royaume, et à vaincre les Chaldéens et les Araméens. Ce dernier accepte et en profite pour établir un contrôle étroit sur Babylone, qui devient un protectorat de l'Assyrie. Nabonassar meurt après quatorze ans de règne.
L’astronome égyptien Ptolémée fixa l’origine de son calendrier au début du règne de Nabonassar le 26 février 747 av. J.-C., jugeant que les premières observations fiables du ciel ne remontent qu'à cette époque.